# Lockheed Martin RQ-3 DarkStar
Il Lockheed Martin RQ-3 DarkStar (conosciuto come Tier III- durante lo sviluppo) è un aeromobile a pilotaggio remoto (APR) sviluppato dall'azienda statunitense Lockheed Martin negli anni novanta.
Il suo primo volo avvenne il 29 marzo 1996. Il Dipartimento della Difesa terminò il DarkStar nel gennaio del 1999. DarkStar fu soprannominato "Dark Spot" alla luce delle sue povere prestazioni dopo uno schianto.

## Storia

### Sviluppo
Lo RQ-3 DarkStar fu progettato come "APR da elevate altitudini", e venne incorporato con tecnologie stealth per renderlo difficile da rilevare. Il DarkStar era completamente autonomo: poteva decollare, volare fino al suo obiettivo, operare con i suoi sensori, trasmettere informazioni, ritornare e atterrare sulla pista senza intervento umano. Gli operatori umani, comunque, potevano cambiare i piani di volo e l'orientamento sensoriale del DarkStar. Lo RQ-3 poteva montare sensori ottici o radar, e poteva mandare informazioni digitali via satellite mentre era ancora in volo.

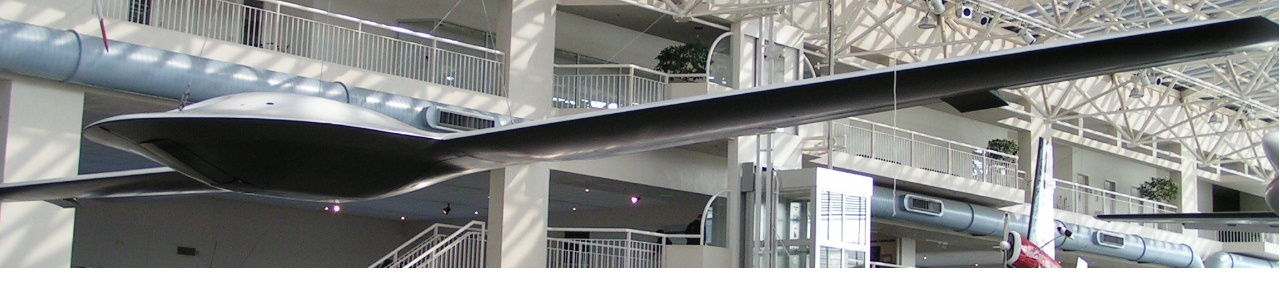
RQ-3A Dark Star in mostra al Museum of Flight in Seattle

Il primo prototipo fece il primo volo il 29 marzo, 1996, ma il suo secondo volo, il 22 aprile, 1996, si concluse in uno schianto subito dopo il decollo. Un progetto modificato, più stabile (lo RQ-3A) volò la prima volta il 29 giugno 1998 e fece un totale di cinque voli. Vennero costruiti altri due RQ-3A, ma non volarono mai a causa della cancellazione del programma. Il primo di questi (A/V numero 3) è ora in mostra alla Grande Galleria del Museum of Flight a Seattle.
Anche se il progetto ufficiale termino il 28 gennaio 1999, fu riportato che nell'aprile 2003 il RQ-3 era ancora in sviluppo come black project. La dimensione e le capacità vennero accresciute in qualche modo. È stato inoltre confermato che un esemplare è stato utilizzato nel 2003 durante invasione dell'Iraq. Non vi è stata alcuna informazione indipendente.
La "R" è la designazione del Dipartimento della Difesa per ricognizione; "Q" sta per aereo non-pilotato. Il "3" invece si riferisce e il terzo di una serie di sistemi di aerei non-pilotati da ricognizione.

## Utilizzatori
Stati Uniti
- United States Air Force